# Elsässische Maschinenbau-Gesellschaft Grafenstaden
La Elsässische Maschinenbau-Gesellschaft Grafenstaden (detta anche semplicemente Grafenstaden, in italiano Società Alsaziana di costruzioni meccaniche Grafenstaden) era una industria di costruzioni meccaniche sita a Grafenstaden, in Alsazia, nei pressi di Strasburgo.

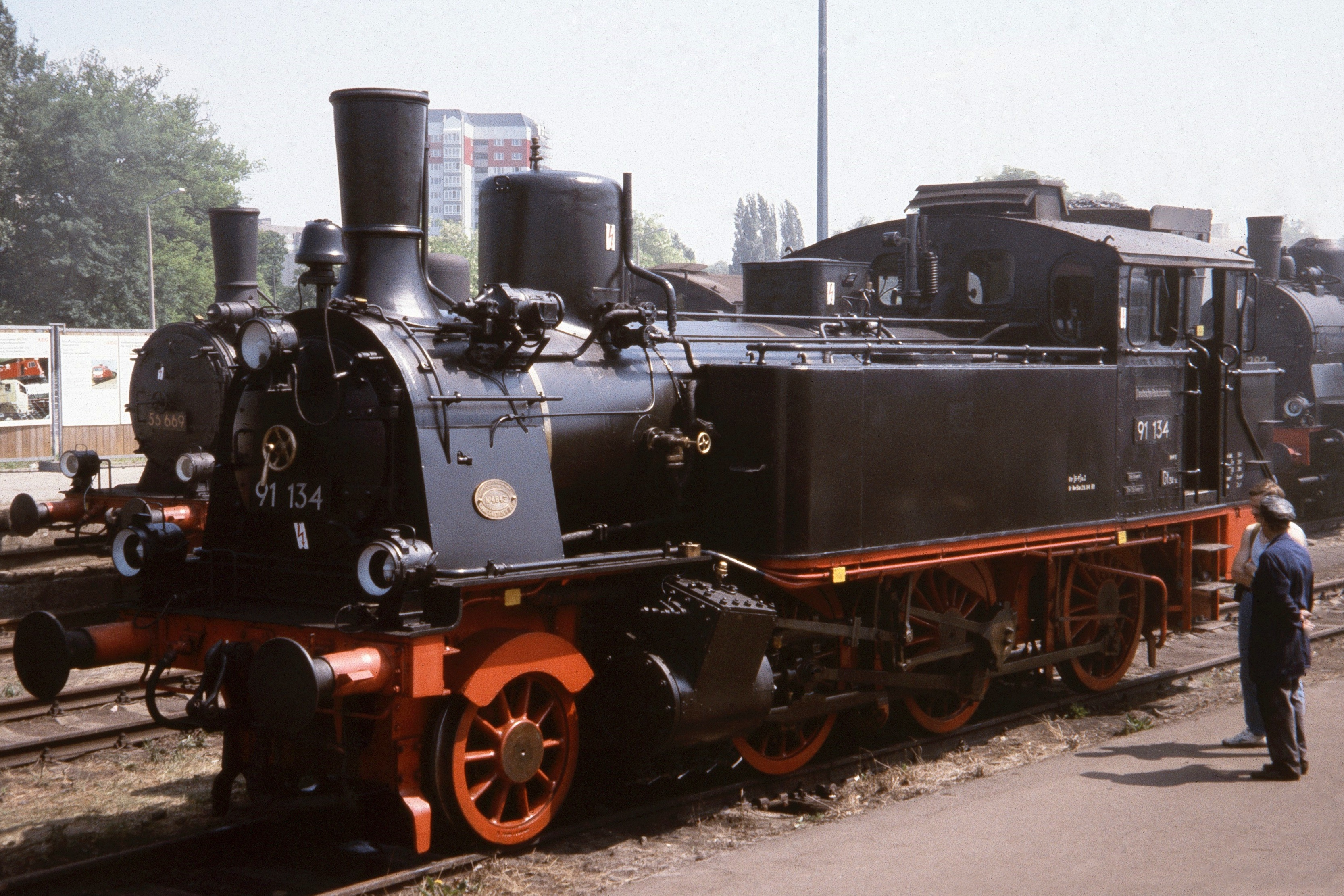
Locomotiva prussiana T 9 del 1898, numero di fabbrica 4843 (DRG 9.1 134)

## Storia
Nel 1826 André Koechlin fondò una ditta di costruzioni, denominata "Andre Koechlin & Cie" nella città di Mulhouse; la produzione comprendeva macchine a vapore, turbine, macchine tessili e, a partire dal 1839, anche locomotive a vapore.
La storia della fabbrica è strettamente legata a quella dell'Alsazia-Lorena: in seguito alla sconfitta nella guerra Franco-Prussiana del 1870-71 la Francia dovette cedere i territori alla Germania imperiale e pertanto anche la società, divenuta "Elsässische Maschinenbaugesellschaft Andreas Köchlin & Cie" di Mülhausen e la "Maschinenwerkstätte Rollé & Schwillgué" di Strassburg-Grafenstaden si trovarono inserite nel territorio tedesco. Nel 1872 in seguito alla loro fusione assunsero il nome di "Elsässische Maschinenbau-Gesellschaft Grafenstaden".
Alla fine della prima guerra mondiale, nel 1919, l'Alsazia-Lorena e con essa anche la Elsässische Maschinenbau di Grafenstaden ritornarono alla Francia. 
L'occupazione dell'Alsazia nel 1941 mise la fabbrica nuovamente al servizio della Germania e vennero messe in produzione locomotive per la Deutsche Reichsbahn del tipo DRG 44 e DRG 52. Alla fine del conflitto la fabbrica tornò ad essere francese; nel 1951 fu messa in produzione la prima locomotiva diesel e nel 1955 cessò la produzione delle macchine a vapore. La produzione delle macchine diesel continuò fino al 1965.